# Lanester
Lanester település Franciaországban, Morbihan megyében. Lakosainak száma 23 188 fő (2022. január 1.). Lanester Caudan, Hennebont, Kervignac és Lorient községekkel határos.

## Népesség
A település népességének változása:
| Lakosok száma | 19 245 | 21 643 | 22 102 | 22 627 | 21 874 | 22 095 | 22 728 | 23 124 | 22 940 | 23 188 |
|               | 1968   | 1982   | 1990   | 2006   | 2013   | 2015   | 2017   | 2019   | 2020   | 2022   |